# ConcertoNet
ConcertoNet.com est un webzine francophone et anglophone consacré à la musique classique, créé par Philippe Herlin en septembre 1997. Il est le plus ancien site internet consacré à la musique classique en France.

## Création et évolution
Créé en 1997, ConcertoNet est le pionnier des webzines francophones consacrés à la musique classique en France. Dès 1998, il a accueilli une équipe anglophone, initialement basée à New York. En 2020, plus de 14 000 articles ont été publiés sur le site, principalement consacrés à des critiques de concerts, disques, dvd/blu-ray et livres, ainsi que des entretiens.
Il attribue, au même titre que Diapason, Klassiek Centraal (nl), Classica, Pizzicato, Het Nieuwsblad ou Le Soir, des récompenses musicales, sous la forme ici de croches.
Chaque année, une sélection des concerts incontournables de la saison musicale parisienne (et en Ile-de-France) est proposée avec un système de notation qui permet de prioriser ses choix parmi l'offre pléthorique.
Le site est recommandé par l'Atelier de recherche et de création pour l'art lyrique (ARCAL) pour le renvoi à ses critiques musicales, ainsi que par Opérabaroque, Autour du piano, de même que par l'ouvrage Les Grands Chorégraphes du XXe siècle de Gérard Mannoni.

## Équipes de la rédaction
Les équipes du journal sont principalement basées en France et sur le continent nord-américain (New York, Washington, Los Angeles, Montréal et Toronto notamment), mais disposent également de correspondants permanents (anglophones ou francophones) dans toute l'Europe (Royaume-Uni, Belgique, Suisse, Allemagne, Autriche, Espagne, notamment), ainsi qu'en Australie.
Le Comité éditorial est composé de Simon Corley (Paris) et Christian Dalzon (Los Angeles).
Parmi l'équipe basée en France, on retrouve Didier Van Moere (musicologue, journaliste à Diapason et à l'Avant-Scène Opéra et auteur de la monographie consacrée à Karol Szymanowski parue chez Fayard en 2008), Jérémie Bigorie (journaliste à Classica et Pianiste, membre de l'Académie Charles-Cros), Laurent Barthel (journaliste à Opéra Magazine), Claudio Poloni (collaborateur de la Revue musicale de Suisse romande), Olivier Brunel (journaliste au Quotidien du médecin et à Classica), François Anselmini (correspondant à Lyon) ou encore Florent Coudeyrat. 
En Espagne, le correspondant permanent est Santiago Martín Bermúdez (es), à la fois dramaturge et critique pour la revue Scherzo. Il a notamment remporté en 2006 le prix national de littérature dramatique, décerné par le ministère espagnol de la culture. 
Parmi l'équipe basée aux États-Unis, on peut citer Harry Rolnick (en) (journaliste pour Newsweek, International Herald Tribune ou Wall Street Journal), Fred Kirshnit (journaliste pour The New York Sun), Linda Holt (journaliste pour broadstreetreview.com et newyorkclassicalreview.com), Paul du Quenoy (en) et Marcus Karl Maroney (professeur de composition à la Moores School of Music de l'université de Houston).

## Fréquentation
Présent sur Twitter depuis 2010, le journal dispose de 2 771 abonnés à son fil quotidien (chiffre du 12 juin 2023). En augmentation constante, les chiffres d'audience montrent que le lectorat le plus important se situe aux États-Unis, en Allemagne, puis en France.

## Réception
ConcertoNet figure sur le Netguide, comme recensant l'actualité des concerts à travers le monde. De même, l'association Réunion des opéras de France le cite parmi les médias de l'agenda culturel en France. Il reçoit une critique favorable, comme celle du Publictionnaire, dictionnaire encyclopédique et critique des publics de l'université de Lorraine :

« Res musica (http://www.resmusica.com/) permet de se tenir au courant des actualités de la scène française (concerts, opéras, ballets) et du disque, avec  des  critiques  fournies, comme le fait dans un empan international beaucoup plus large Concertonet (http://concertonet.com/) : deux  manières de suivre les événements, les goûts présidant à leur réception, et les notoriétés des artistes incarnant à un moment la vie musicale nationale ou mondialisée. »

ConcertoNet a été très tôt reconnu comme l'un des plus importants sites consacrés à la musique classique en France, par des travaux de niveau universitaire - dont une étude de l'Institut d'études supérieures en industrie musicale en 2003 et une thèse présentée à l'université de Paris-Nanterre en 2007.
Les articles sont régulièrement repris à titre de référence par les interprètes (dont Véronique Gens, Diana Damrau ou l'Orchestre symphonique de Montréal), institutions (dont l'Opéra-Comique, l'Opéra de Bordeaux ou le festival de Verbier), éditeurs et distributeurs (dont les labels Naxos, Decca ou Deutsche Grammophon) ou les maisons d'édition (Actes Sud notamment).